# Ефимов, Ювеналий Ювенальевич
Ювеналий Ювенальевич Ефимов (8 ноября 1941, Артёмовск, Донецкая область, Украинская ССР — 3 марта 2016, Красноярск, Российская Федерация) — советский и российский театральный актёр, выступавший на сцене Красноярского музыкального театра, заслуженный артист РСФСР (1985).

## Биография
Окончил Новосибирское театральное училище (мастер курса — заслуженный артист России А. В. Беляев), был распределён на должность солиста-вокалиста Алтайского краевого театра музыкальной комедии. Дебютной ролью стал Тимур в оперетте «Полярная звезда» В. Баснера.
В разные годы работал в театрах Саратова, Красноярска. В последние десятилетия был ведущим солистом Красноярского музыкального театра

## Театральные работы
- Левша («Русский секрет» В. Дмитриева)
- Бони («Сильва» И. Кальмана)
- Папачеда («Ночь в Венеции» И. Штрауса)
- Геннадий («Четверо с улицы Жанна» О. Сандлера)
- Франсуа («На рассвете» О. Сандлера)
- Буба («Не прячь улыбку» Р. Гаджиева)
- Зупан («Марица» И. Кальмана)
- Россильон («Веселая вдова» Ф. Легара)
- Альфред («Летучая мышь» И. Штрауса)
- Кромов («Веселая вдова» Ф. Легара)
- Дед (музыкально-литературная композиция «На войне, как на войне…»)
- СПО («Белая акация» И. Дунаевского)
- Слуга («Беда от нежного сердца» В. Соллогуба)
- Галли («Овод» А. Колкера)
- Пуассон («Принцесса цирка» И. Кальмана)
- Франк («Летучая мышь» И. Штрауса)
- Граф Федерико («Собака на сене» Г. Гладкова)

## Награды и звания
Заслуженный артист РСФСР (3.12.1985).